# The Helmet Project
The Helmet Project (THP), cuya traducción al español podría ser El Proyecto Casco, es el nombre de una iniciativa llevada a cabo en un sitio web para ilustrar la evolución de los cascos de fútbol americano utilizados por los equipos de varias ligas desde 1960.
Se eligió 1960 por ser un punto de inflexión en su diseño, ya que ese año se eliminaron totalmente los modelos antiguos de cuero, y porque no se encuentran apenas fotografías en color anteriores a ese año que puedan documentar los diseños, tal y como se desean ilustrar.
El webmaster es Charles Arey, de Atlanta, Georgia (Estados Unidos de América).

## Ligas
The Helmet Project comenzó en 1999 cubriendo la evolución de los cascos de los equipos de la National Collegiate Athletic Association, para ir incluyendo posteriormente la National Association of Intercollegiate Athletics, la National Football League, la NFL Europa, la Canadian Football League, la Arena Football League, la arenafootball2, y la Canadian Interuniversity Sport.
También se han incluido más tarde los cascos de los equipos de algunas ligas extintas, como la World Football League, la United States Football League, y la XFL.

## Dibujos
Todas las ilustraciones tienen un tamaño de 160x106 píxeles en formato Graphics Interchange Format. Se ilustran los cascos en un perfil rotando tres cuartos hacia el lado izquierdo del casco.
Esto crea algunos inconvenientes, como el hecho de que los equipos que sólo incluyen logos en ese lado (como por ejemplo los Pittsburgh Steelers) salen sin logo.  
El tipo de máscara es un estándar de 1980. Con ello se busca homogeneizar la imagen, dando más importancia a los colores y diseños que al modelo de casco o de máscara.

## The Helmet Project en los medios
El webmaster, Arey, autoriza el uso de los dibujos mientras no sea para fines comerciales. De hecho, son utilizados en los propios boletines oficiales, programas y notas de prensa de muchos equipos, así como en sus sitios web.
También se incluyen en la publicación ESPN College Football Encyclopedia (ISBN 1-4013-3703-1).

## Otras ligas
Al tener limitadas las ligas que cubre el proyecto original de Charles Arey, algunos seguidores del THP han publicado otros sitios web con los cascos de ligas menores (escolares, semi-profesionales, amateurs, etc). Son sitios que utilizan la plantilla original u otra similar, pero con el mismo concepto de catálogo de cascos de los equipos.
Algunos de estos sitios (los que usan la misma plantilla) son:
| Ámbito                    | Sitio web                                                                                              |
| Ligas europeas            | https://www.webcitation.org/query?id=1256547194400824&url=geocities.com/helmetfan                      |
| High Schools de Georgia   | https://web.archive.org/web/20080807163229/http://www.footballfridaynight.com/gahelmetproject/bio.html |
| High Schools de Indiana   | http://hickoryhusker.rivals.com/content.asp?SID=938&CID=142015                                         |
| High Schools de Tennessee | https://web.archive.org/web/20070208174857/http://www.hsfdatabase.com/tnhshelmets.htm                  |
| High Schools de Winnipeg  | http://www.whsfl.ca                                                                                    |